# Quercus glauca
Quercus glauca är en bokväxtart som beskrevs av Carl Peter Thunberg. Quercus glauca ingår i släktet ekar, och familjen bokväxter. IUCN kategoriserar arten globalt som akut hotad. Inga underarter finns listade.

## Bildgalleri

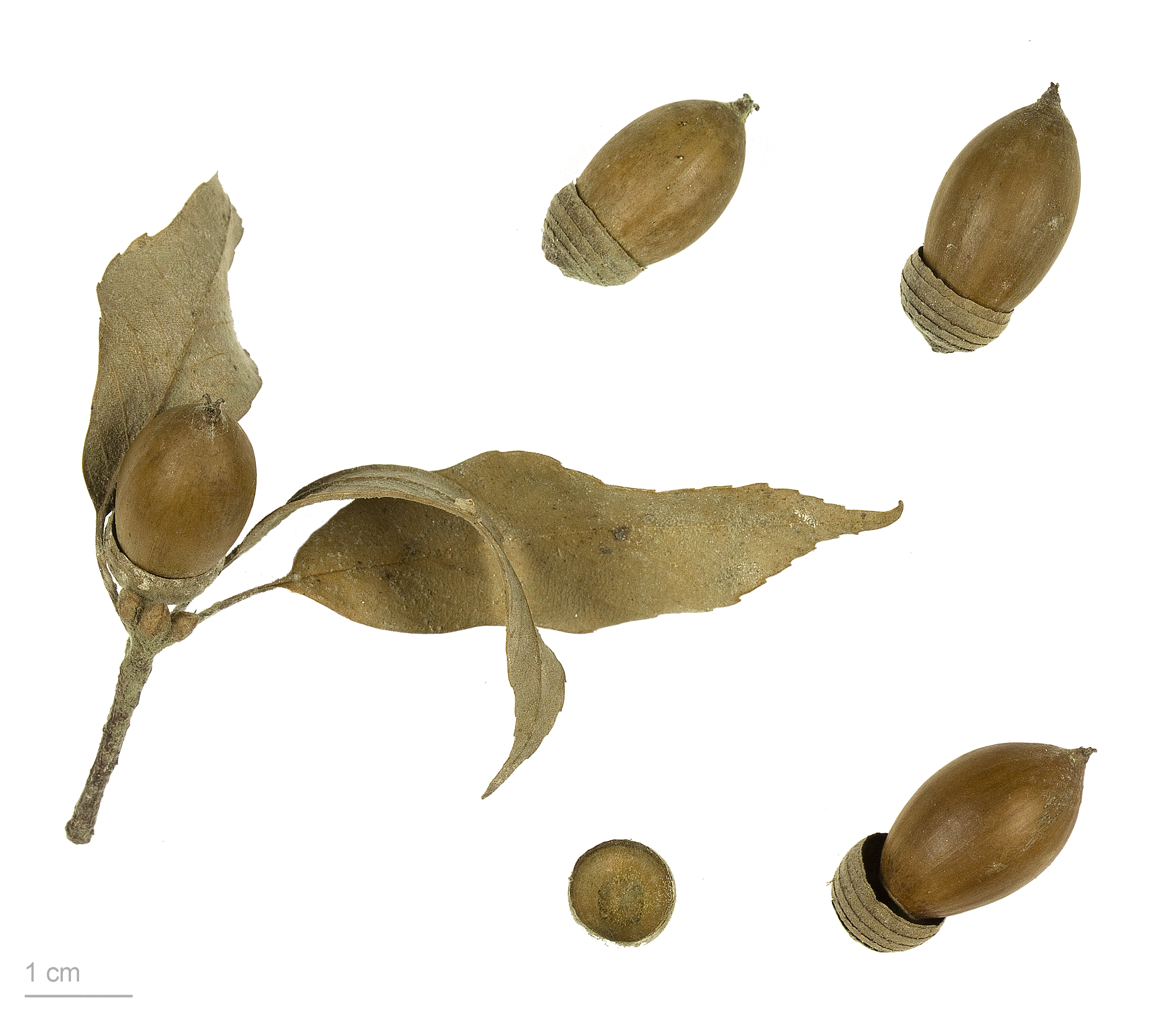